# Useljeništvo
Useljeništvo, doseljeništvo ili latinizam imigracija, proces je useljavanja stanovništva u određenu državu, uzrokovanu njegovim određenim, za stanovništvo privlačnim čimbenicima. Suprotno je iseljeništvu (emigraciji).
Na političkoj razini države podrijetla i odredišta mogu zaključiti međudržavne sporazume o pružanju selidbe, planirane i nadzirane kako bi se zadovoljile potrebe za radnom snagom u odredišnoj zemlji (pr. gastarbeiteri u Zapadnoj Njemačkoj).
Takav dogovor može uključivati isporuku sirovina i rada u zamjenu za konačni proizvod i ulaganja u industriju i infrastrukturu u odredišnoj državi.

## Uzroci useljavanja
Pojava useljeništva može se ukorijeniti u raznim motivima:
- gospodarski razlozi radi izbjegavanja siromaštva, potraga za boljim životne uvjetima (životnim standardom);
- pronalazak posla, bolje radno mjesto;
- politički razlozi (diktatura, progoni, represije, cenzura, rat, genocid, etničko čišćenje i ini);
- vjerski razlozi (progoni, nemogućnost obavljanja vjerskih obreda i dr.);
- prirodne nepogode (tsunamiji, poplave, potresi, požari, glad...)
- osobni (ideološki izbor, poslovanje s partnerom koji živi u drugoj državi, okupljanje članova obitelji...);
- radi izbjegavanja uhićenja ili izručenja;
- obrazovni (pohađanje škole ili studija).

## Zakonodavstvo
Zakonodavstvo država članica EU-a određuje gospodarsku neovisnost useljenika kao nužan uvjet za njihovo prebivalište i stjecanje državljanstva. Za žrtve političkoga ili vjerskoga progona osoba koje dolaze iz diktature ili zemalja koje su u ratu međunarodno pravo propisuje pravo na azil, zdravstvenu zaštitu i njegu prve pomoći. 